# Brachinus brevicollis
Brachinus brevicollis – gatunek chrząszcza z rodziny biegaczowatych i podrodziny Brachininae. Rozmieszczony jest w palearktycznej Eurazji od Półwyspu Iberyjskiego po Azję Środkową.
Gatunek ten opisany został po raz pierwszy w 1844 roku przez Wiktora Moczulskiego.
Chrząszcz o ciele długości od 8 do 10 mm. Głowa, czułki i sercowate przedplecze są rdzawoczerwone. Barwa głaszczków jest żółtoczerwona. Pokrywy są wysklepione, ku tyłowi bardziej niż u B. variventris i strzela bombardiera rozszerzone, metalicznie niebieskie, zielononiebieskie lub zielone, zawsze jednobarwne, bez rdzawego paska przyszwowego czy innych znaków. Mają wystające kąty barkowe, słabo zaznaczone rzędy i niewyniesione żebrowato międzyrzędy. Błoniaste obrzeżenie wierzchołkowej krawędzi pokryw jest pozbawione długich szczecinek, co najwyżej ma bardzo drobne i bardzo delikatne rzęski. Spód ciała jest rdzawobrązowy, niekiedy z przyciemnionymi bokami. Odnóża są rdzawoczerwone. U samca stopy przedniej pary mają trzy człony nieco rozszerzone, a pośrodku tylnej krawędzi siódmego sternitu odwłoka znajduje się głębokie wycięcie. Genitalia samca cechują się edeagusem o charakterystycznie, łezkowato rozszerzonym wierzchołku.
Owad palearktyczny. W Europie znany jest z Ukrainy, Mołdawii, Włoch, Chorwacji, Bośni i Hercegowiny, Albanii, Grecji oraz europejskich części południowej Rosji i Turcji. W Azji podawany jest z anatolijskiej części Turcji, Syrii, Gruzji, Armenii, Azerbejdżanu, Kazachstanu, Turkmenistanu, Uzbekistanu, Tadżykistanu, Kirgistanu, Iraku i Afganistanu.